# エドワード・G・キングスフォード
エドワード・ジョージ・キングスフォード（英語: Edward George Kingsford、1862年3月1日 - 1943年7月19日）は、アメリカ合衆国の実業家。木材運搬船や不動産開発、自動車工場の経営などを行った。フォードの工場を作り、その場所はのちにキングスフォードとなった。地名は氏の名前に因んでいる。
オンタリオ州ウッドストックに生まれた。1919年にヘンリー・フォードの招待により、トーマス・エジソン、ハーベイ・ファイアストーン、ジョン・バロウズとともに、アッパー半島でのキャンプ旅行に参加した。フォードは自身の事業のために木材の生産を望んでおり、フォード・モデルTは2.36×10-10 km³の広葉樹が使われていた。1920年8月に製材所と車体工場の運営のための組織であるミシガン州鉄・土地・木材会社の副社長を務め、1923年にはフォードに吸収され、フォードのゼネラルマネージャーを務めた。エジソンは、製材所から出るおがくずや木くずを練炭にする工場を隣接して設計し、フォードはこの工場の副産物である無駄な木材に対し、考えがあった。隣接するコミュニティはフォード社によって計画され、キングスフォードと名付けられ、1924年に村として法人化されたが、その後1947年に市として再法人化された。その後、フォード・チャコールは1951年に買収され、キングスフォードと改名された。1890年4月8日からのキングスフォードは配偶者であるメリー・ミニー・フランシス・フラハティと結婚し、ヘンリー・フォードの最初のいとこであった。息子2人と娘1人がおり、キングスフォードは1943年7月19日にミシガン州アイアンマウンテンで死去した。